# Miłakowo (gmina)
Miłakowo – gmina miejsko-wiejska w województwie warmińsko-mazurskim, w powiecie ostródzkim. W latach 1975–1998 gmina położona była w województwie olsztyńskim.
Siedziba gminy to Miłakowo.
Według Narodowego Spisu Powszechnego 31 marca 2011 gminę zamieszkiwało 5814 mieszkańców, z czego 2734 w mieście, a 3080 na obszarach wiejskich gminy. Natomiast według danych z 31 grudnia 2019 roku gminę zamieszkiwało 5404 osób.
Gmina charakteryzuje się urozmaiconą rzeźbą terenu. Dominującą formą jest morena denna falista i pagórkowata. Inną formę rzeźby tworzą pagórki i wzgórza moreny czołowej, najwyraźniej wykształcone w okolicach jeziora Wuksniki.

## Historia
Gmina zbiorowa Miłakowo (pocz. Lubieniów) z siedzibą w pozbawionym praw miejskich Miłakowie (niem. Liebstadt) powstała 30 października 1945 w powiecie morąskim na obszarze okręgu mazurskiego, na terenie tzw. Ziem Odzyskanych. 28 czerwca 1946 gmina weszła w skład nowo utworzonego woj. olsztyńskiego. 14 lutego 1946 gminę zamieszkiwało 2857 mieszkańców. 
Według stanu z 1 lipca 1952 roku gmina Miłakowo była podzielona na 13 gromad: Bieniasze, Bolity, Klugajny, Książnik, Miłakowo, Mysłaki, Pawełki, Pityny, Polkajny, Raciszewo, Stare Mieczysławy, Warkałki i Warkały.
Gmina została zniesiona 29 września 1954 wraz z reformą wprowadzającą gromady w miejsce gmin.
Gminę Miłakowo przywrócono 1 stycznia 1973 w powiecie morąskim w woj. olsztyńskim po reaktywowaniu gmin. W latach 1975–1998 gmina położona była w "małym" województwie olsztyńskim.
Od 1999 roku znajduje się w powiecie ostródzkim w województwie warmińsko-mazurskim.

## Struktura powierzchni
Według danych z roku 2002 gmina Miłakowo ma obszar 159,36 km², w tym:
- użytki rolne: 62%
- użytki leśne: 19%

Gmina stanowi 9,03% powierzchni powiatu.

## Demografia

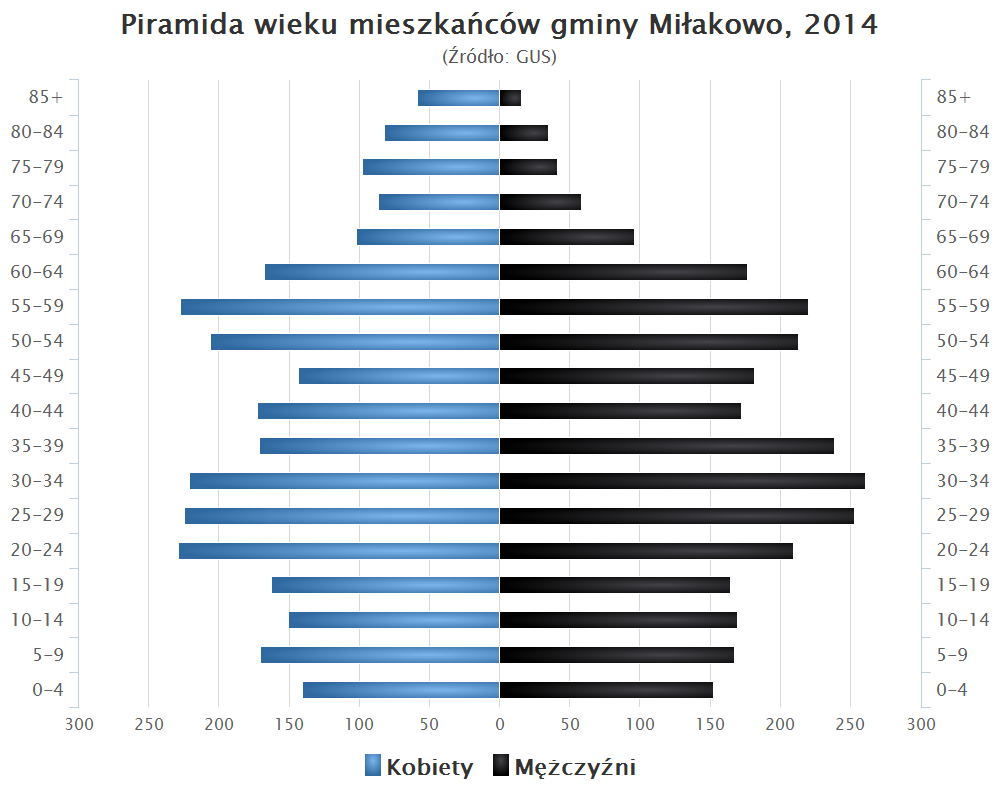
Piramida wieku mieszkańców gminy Miłakowo w 2014 roku

Dane z 30 czerwca 2004:
| Opis                              | Ogółem | Ogółem | Kobiety | Kobiety | Mężczyźni | Mężczyźni |
| --------------------------------- | ------ | ------ | ------- | ------- | --------- | --------- |
| jednostka                         | osób   | %      | osób    | %       | osób      | %         |
| populacja                         | 5769   | 100    | 2897    | 50,2    | 2872      | 49,8      |
| gęstość zaludnienia (mieszk./km²) | 36,2   | 36,2   | 18,2    | 18,2    | 18        | 18        |

## Sołectwa
Bieniasze, Boguchwały, Głodówko, Gudniki, Henrykowo, Książnik, Mysłaki, Nowe Mieczysławy, Pityny, Polkajny, Raciszewo, Roje, Rożnowo, Stare Bolity, Trokajny, Warkały, Warkałki.

## Pozostałe miejscowości
Biernatki, Gilginia, Janowo, Klugajny, Kłodzin, Litwa, Miejski Dwór, Mysłaki Małe, Naryjski Młyn, Niegławki, Nowe Bolity, Pawełki, Pawełki (osada), Pojezierce, Ponary, Rycerzewo, Stolno, Warny, Wojciechy, Żołędno.

## Sąsiednie gminy
Godkowo, Lubomino, Morąg, Orneta, Świątki